# ابوالبرکت
ابوالبرکت (بنگالی: আবুল বরকত) (۱۶ ژوئن ۱۹۲۷ – ۲۱ فوریه ۱۹۵۲) یکی از دانشجویان کشته شده در جریان اعتراضات جنبش زبان بنگالی در سال ۱۹۵۲ بود. او به‌طور گسترده‌ای در بنگلادش به عنوان شهید شناخته می‌شود.